# Назаре-ду-Пиауи

Назаре-ду-Пиауи на карте штата.

Назаре-ду-Пиауи (порт. Nazaré do Piauí) — муниципалитет в Бразилии, входит в штат Пиауи. Составная часть мезорегиона Юго-запад штата Пиауи. Входит в экономико-статистический микрорегион Флориану. Население составляет 7321 человек на 2010 год. Занимает площадь 1315,839 км². Плотность населения — 5,56 чел./км².

## Демография
Согласно сведениям, собранным в ходе переписи 2010 г. Национальным институтом географии и статистики (IBGE), население муниципалитета составляет:
| Полное население                               | Полное население                               | Полное население                               | Полное население                               | 7321  |
| ---------------------------------------------- | ---------------------------------------------- | ---------------------------------------------- | ---------------------------------------------- | ----- |
| в том числе:                                   | Городское население                            | 3503                                           | Процент городского населения, %                | 47,85 |
|                                                | Сельское население                             | 3818                                           | Процент сельского населения, %                 | 52,15 |
|                                                | Мужское население                              | 3667                                           | Процент мужского населения, %                  | 50,09 |
|                                                | Женское население                              | 3654                                           | Процент женского населения, %                  | 49,91 |
| Плотность населения, чел/км²                   | Плотность населения, чел/км²                   | Плотность населения, чел/км²                   | Плотность населения, чел/км²                   | 5,56  |
| Население муниципалитета в % к населению штата | Население муниципалитета в % к населению штата | Население муниципалитета в % к населению штата | Население муниципалитета в % к населению штата | 0,23  |

По данным оценки 2016 года, население муниципалитета — 7261 житель.

## Статистика
- Валовой внутренний продукт на 2003 год составляет 12 279 568,00 реалов (данные: Бразильский институт географии и статистики).
- Валовой внутренний продукт на душу населения на 2003 год составляет 1575,31 реалов (данные: Бразильский институт географии и статистики).
- Индекс развития человеческого потенциала на 2000 год составляет 0,575 (данные: Программа развития ООН).